# Instalaciones deportivas de León (España)
La ciudad de León cuenta con una gran variedad de instalaciones deportivas destinadas a la práctica del deporte. Estas se encuentran gestionadas por diferentes organismos, entre los que hay que destacar el Ayuntamiento de León, la Junta de Castilla y León y el Gobierno de España, así como a la Universidad de León.

## Instalaciones deportivas del ayuntamiento

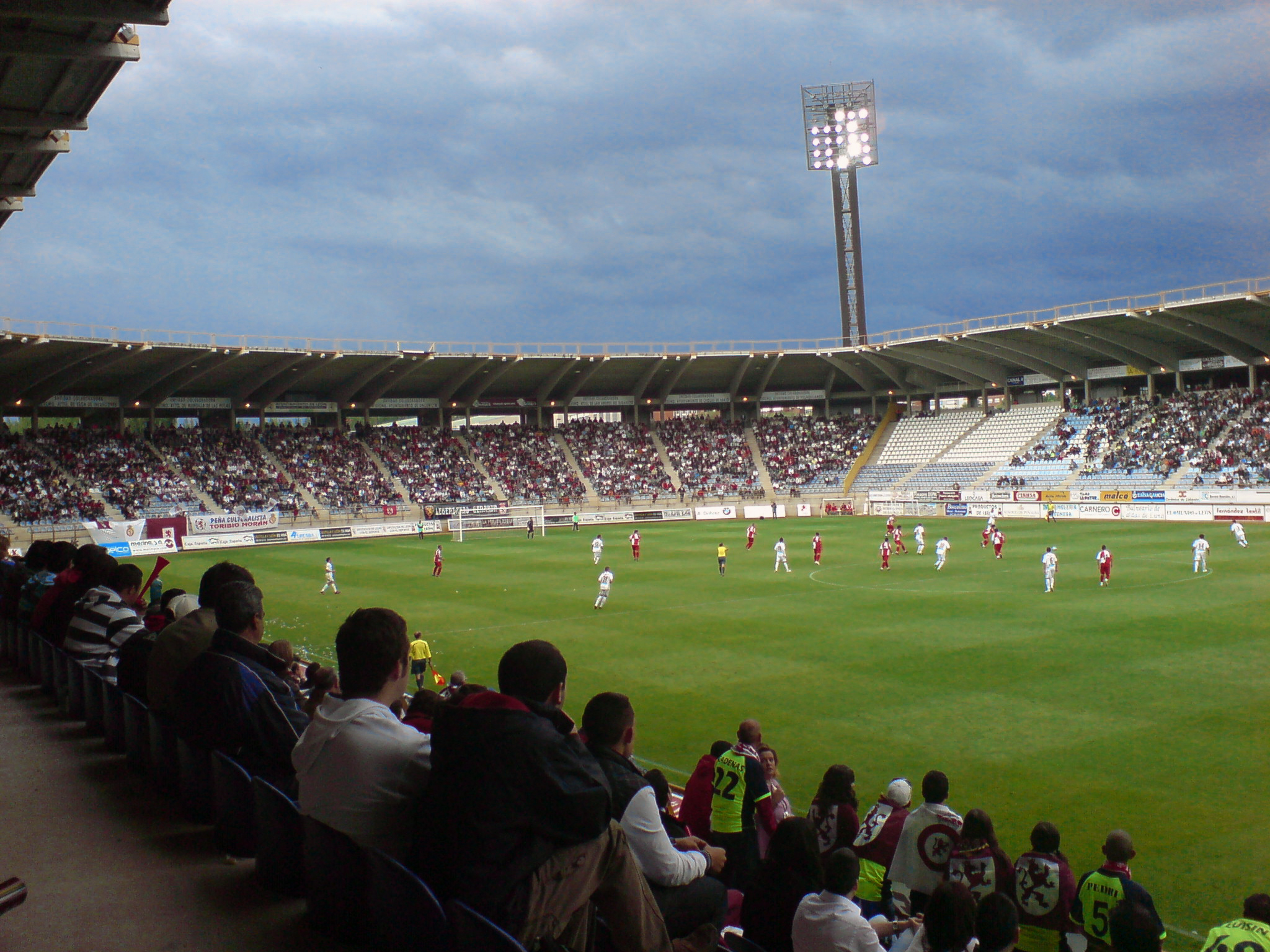
El Estadio Reino de León.

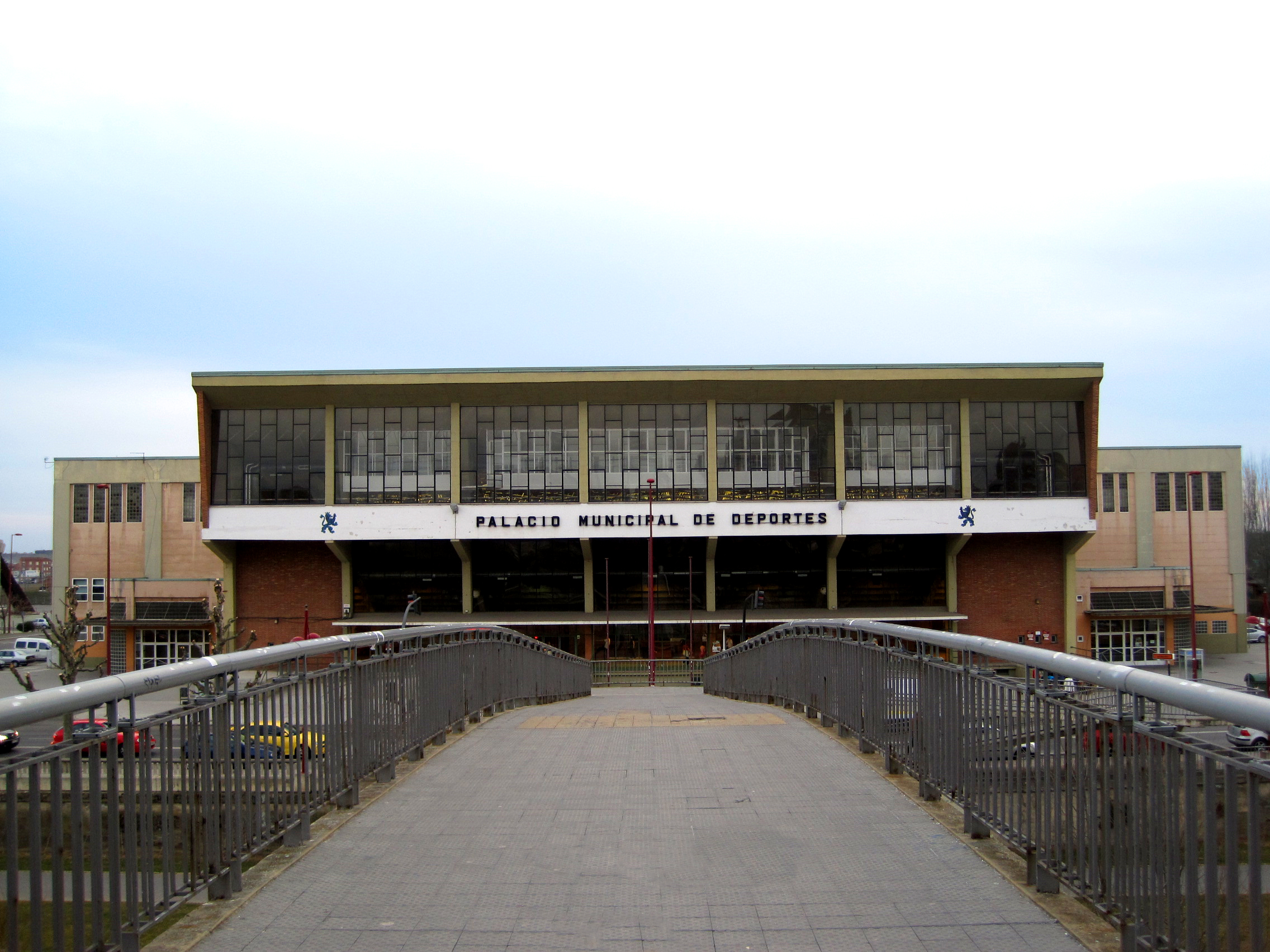
El Palacio de los Deportes de León.

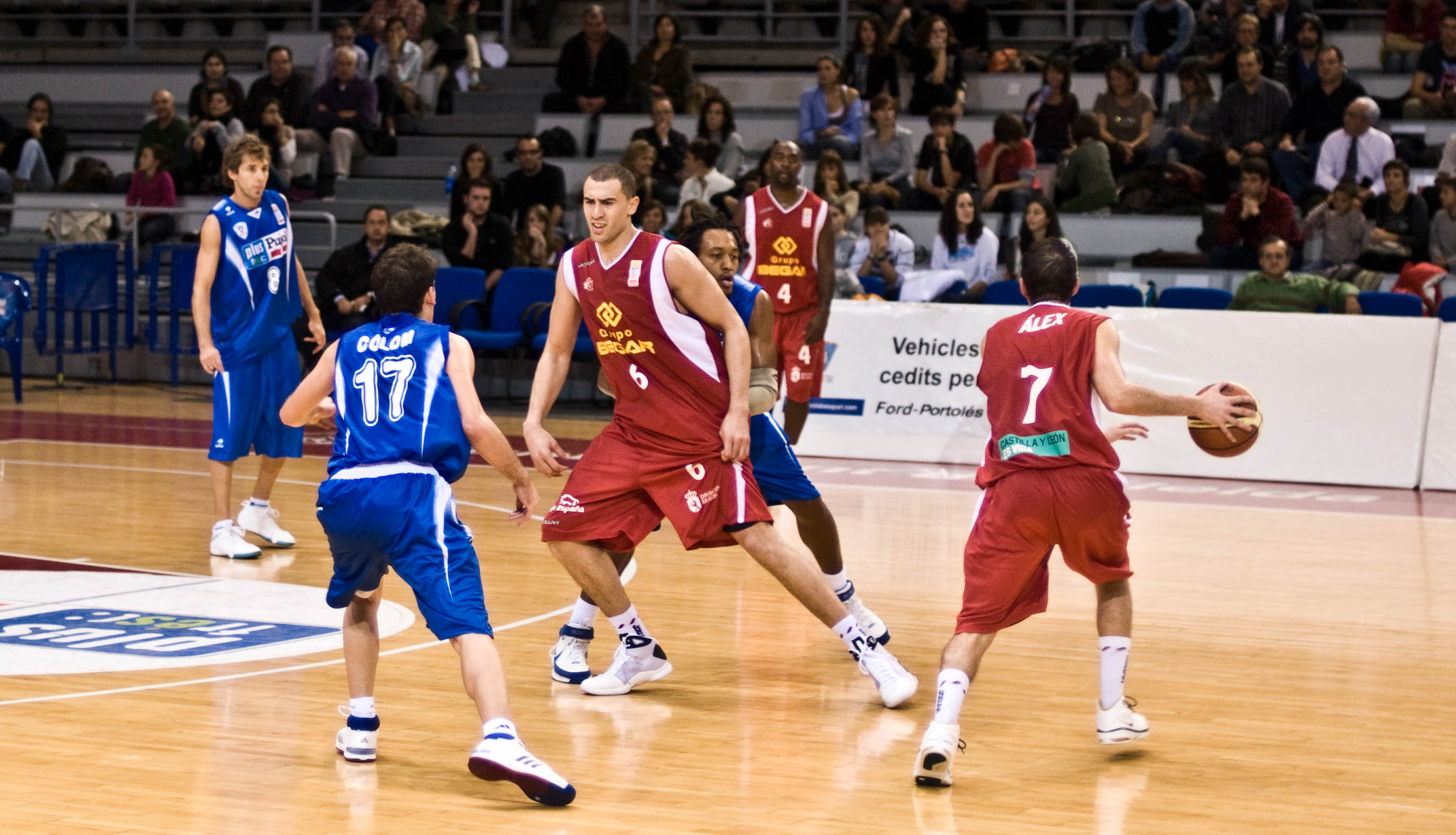
El Baloncesto León en el Palacio de los Deportes.

Centro deportivo Salvio BarrioLuengo
Ubicado en el barrio de El Ejido, cuenta con dos piscinas cubiertas, una de 25 metros y ocho calles y otra infantil. Además, cuenta con un Spa y está equipado para la práctica del tiro con arco, del boxeo, de la gimnasia artística y de la escalada, con un rocódromo. Cuenta también con una cafetería y una sala multiusos para la práctica de otros deportes.
Lleva el nombre de un hombre conocido por dedicar su vida al deporte leonés e impedir que el equipo de fútbol de la ciudad, la Cultural y Deportiva Leonesa, desapareciese.
Piscina de la Palomera
Ubicada junto a la Universidad de León, cuenta en sus instalaciones con tres láminas de agua, una de 25 metros y ocho calles, destinada a la práctica de la natación en general, otra de 25 metros y tres calles para entrenamientos y formación universitaria y por último una pequeña piscina infantil. Completan el recinto aulas de formación y una cafetería.
Estadio hispánico
El estadio hispánico, ubicado junto al León Arena, cuenta con dos piscinas climatizadas de 25 metros y seis calles, así como cuatro canchas de squash, un pabellón multiusos y un gimnasio de la federación de atletismo. Completan las instalaciones una pista de atletismo y una cafetería.
Estadio Reino de León
El estadio municipal Reino de León comenzó su construcción en 1999 y fue inaugurado el 20 de mayo de 2001, con el nombre de Nuevo Antonio Amilivia, con un partido entre el equipo de fútbol de la ciudad, la Cultural, contra el Xerez, que se saldó con una victoria a favor de los locales.
El estadio, ubicado junto a la avenida Sáenz de Miera, paralela al río Bernesga, tiene un aforo de 13.451 espectadores, con las dimensiones exigidas por la FIFA para albergar partidos de carácter internacional, 105 x 68 metros. El estadio, ligado al club de fútbol de la ciudad, se encuentra en manos del ayuntamiento y ha vivido, aparte de las celebraciones propias del equipo, otros eventos deportivos de cierta entidad como un amistoso España-Armenia.
En septiembre de 2008 el nombre Nuevo Antonio Amilivia fue sustituido por el de Reino de León por decisión del ayuntamiento de la ciudad.
Palacio de los Deportes
El Palacio de los Deportes de León es un recinto deportivo inaugurado en 1970. Ubicado en la Avenida Ingeniero Sáenz de Miera, junto al río Bernesga, tiene un aforo de 6500 espectadores. En él disputan sus partidos diversos equipos de la ciudad, entre los que destacan el Baloncesto León, el Club Balonmano Ademar y el Ruta Leonesa Fútbol Sala.
Área Deportiva de Puente Castro
El área deportiva de Puente Castro es una instalación deportiva municipal del Ayuntamiento de León construida en 1998. Con un aforo de 4.600 espectadores, es lugar de juego del equipo filial de la Cultural y Deportiva Leonesa. Las instalaciones se completan con un campo de hockey, otro de rugby y otro de entrenamiento.
C.H.F.

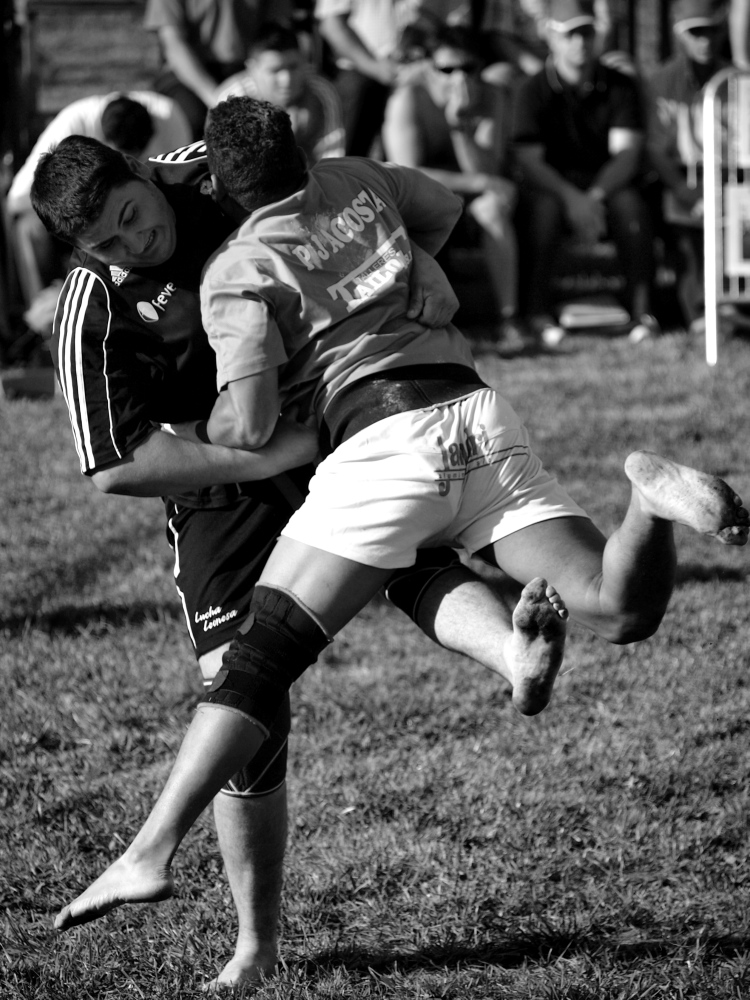
La Lucha leonesa tiene su propio recinto en la ciudad.

El antiguo colegio de huérfanos ferroviarios, ubicado en el barrio de la Lastra, cuenta, entre otras dependencias municipales, con un campo de hierba artificial de fútbol 11, divisible en mitades para la práctica de fútbol 7 y dos campos de hierba natural de fútbol 7. Completa las instalaciones un pabellón multiusos apto para el desarrollo de varios deportes.
Pabellones
Pabellón de La Torre
Se encuentra ubicado en el nuevo barrio homónimo y cuenta con una cancha deportiva multiusos y aparcamiento, que comparte con el Luchódromo.
Pabellón Gumersindo Azcárate
Ubicado en la localidad de Armunia, cuenta con una cancha deportiva multiusos.
Pabellón Margarita Ramos
Ubicado en el barrio del Polígono X, cuenta con una cancha deportiva multiusos y aparcamiento. Lleva el nombre de la lanzadora de peso Margarita Ramos, natural de la provincia.
Pabellón San Esteban
Ubicado en el barrio de San Esteban, cuenta con una cancha deportiva multiusos. Es conocido por ser el lugar donde entrena el equipo de balonmano femenino de la ciudad, el Cleba.
Pabellón Luis Vives
Ubicado en el barrio del Crucero, cuenta con una cancha deportiva multiusos. Su uso no obstante está compartido entre el colegio del mismo nombre, anexo a las instalaciones, durante el período lectivo y por el ayuntamiento, que fuera de ese horario lo destina a actividades destinadas a otros colectivos.
Luchódromo

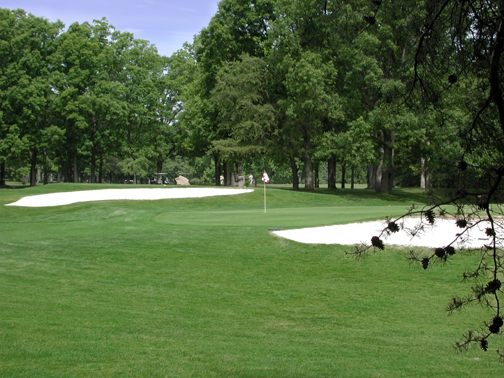
Ejemplo de campo de golf.

El luchódromo es la única instalación de la ciudad apta para la práctica de la lucha leonesa. El edificio se encuentra anexo al pabellón de La Torre, descrito anteriormente y comparte aparcamiento con él.
Campo de Golf
Ubicado junto a la carretera que une León con Carbajal de la Legua, el campo de golf municipal cuenta con un total de nueve hoyos y un campo de prácticas con sistema de dispensador automático de bolas, además de un puting green. Cuenta con aparcamiento y junto a él se ha desarrollado un nuevo barrio denominado "León Golf".

## Instalaciones deportivas de la universidad
La Universidad de León cuenta con varias instalaciones deportivas en la ciudad destinadas a la realización de actividades entre la comunidad estudiantil, actividades que van desde la acrobacia o acrosport a yoga pasando por triatlón o escalada. Entre las instalaciones cubiertas hay que destacar el pabellón polideportivo Hansi Rodríguez, así como un gimnasio y un frontón. 
En instalaciones al aire libre la oferta es más diversa, con una pista de atletismo, campos de fútbol, canchas de tenis, padel y vóley playa, así como un polideportivo. La mayor parte de las instalaciones se encuentran junto a la facultad de ciencias del deporte.

## Instalaciones deportivas del estado

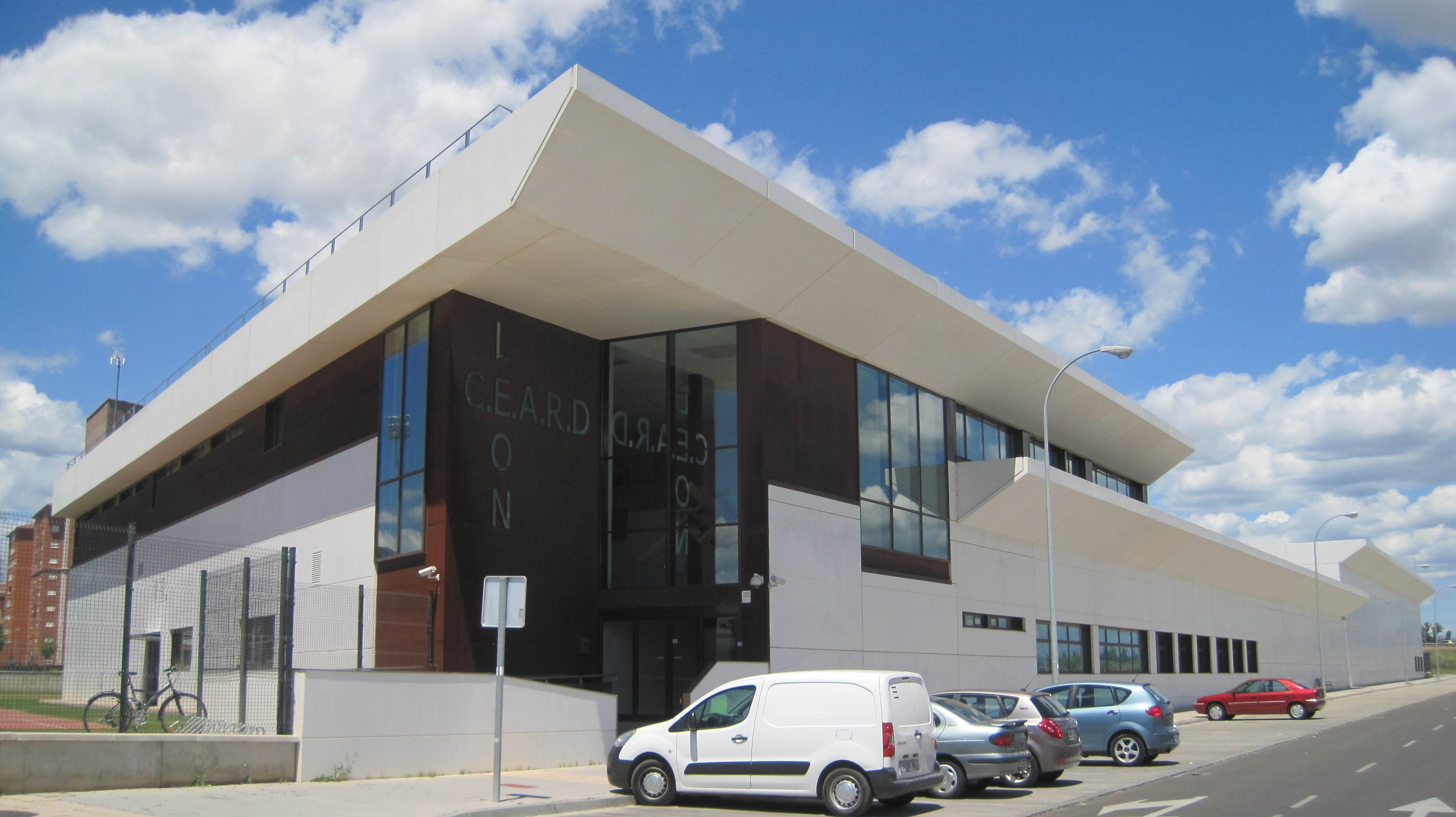
Centro de Alto Rendimiento (CAR) de León.

En esta clasificación únicamente entra el Centro de Alto Rendimiento de León (anteriormente conocido como CEARD), ubicado junto a la Universidad de León. El centro es dependiente del Consejo Superior de Deportes y se encuentra dedicado a deportes como el atletismo, especializándose en los lanzamientos, y consta de dos zonas de lanzamiento, una exterior y otra interior, y un edificio central de oficinas, vestuarios, etc. También es el lugar de entrenamiento del Club Ritmo de gimnasia rítmica.

## Otras instalaciones
En esta categoría entran todo tipo de instalaciones deportivas diseminadas por la ciudad de León, en manos tanto privadas como públicas. Hay que hablar de la piscina de Saenz de Miera, descubierta y olímpica y en manos del ayuntamiento, de las instalaciones de la sociedad deportiva La Venatoria, con varias piscinas descubiertas, entre las que destaca una olímpica y varias canchas para la práctica de distintos deportes tales como tenis o padel. León también cuenta con un campo de hípica junto al estadio hispánico, sin embargo, este solo abre cuatro días al año, coincidiendo con las fiestas de San Juan.
Completando la oferta de instalaciones deportivas se encuentran diseminados por los barrios de la ciudad distintos campos de fútbol, canchas de tenis y pistas polideportivas, siempre al aire libre. También podemos destacar los carriles bici en torno a los ríos que abrazan la ciudad, pues tienen una función lúdica especialmente.